# Güterverkehrszentrum Burghausen

Logo

Das Güterverkehrszentrum Burghausen (auch KV-Terminal Burghausen oder KombiTerminal Burghausen, kurz KTB) ist ein Containerterminal für den kombinierten Verkehr in Burghausen im bayerischen Landkreis Altötting, welches an die Bahnstrecke Tüßling–Burghausen angeschlossen ist.
Bis 2014 entstanden Kapazitäten für 40.000 Hübe (Umladung von Containern zwischen LKW und Bahn) und Platz für 1000 Container, zusätzlich 600 Container in einem angrenzenden Depot. Dazu wurde im Holzfelder Forst in unmittelbarer Nähe der Werksgelände von Wacker Chemie und OMV-Raffinerie eine Waldfläche von 12 Hektar gerodet.
Der Spatenstich des 35-Millionen-Euro-Projektes fand am 30. November 2012 statt.
Im April 2014 wurde der Portalkran des KTB in Betrieb genommen. Seither befand sich das Terminal im Probebetrieb, der reguläre Betrieb war für Juni 2014 vorgesehen. Die eisenbahnrechtliche Betriebserlaubnis wurde jedoch erst am 30. Oktober 2014 erteilt, die offizielle Eröffnung erfolgte am 19. Januar 2015.
Im Dezember 2017 wurde die zweite Ausbaustufe mit der Inbetriebnahme eines zweiten Portalkrans fertiggestellt. Damit können nun jährlich 60.000 Hübe durchgeführt werden. Seit Februar 2018 werden insgesamt 15 Zugverbindungen zu den deutschen Seehäfen, nach Neuss, nach Triest und nach Ludwigshafen angeboten.
Die Gesellschafter der Betreibergesellschaft KombiTerminal Burghausen GmbH mit Sitz in Mainz sind Deutsche Umschlaggesellschaft Schiene-Straße, DB Cargo BTT und die Spedition Karl Schmidt.

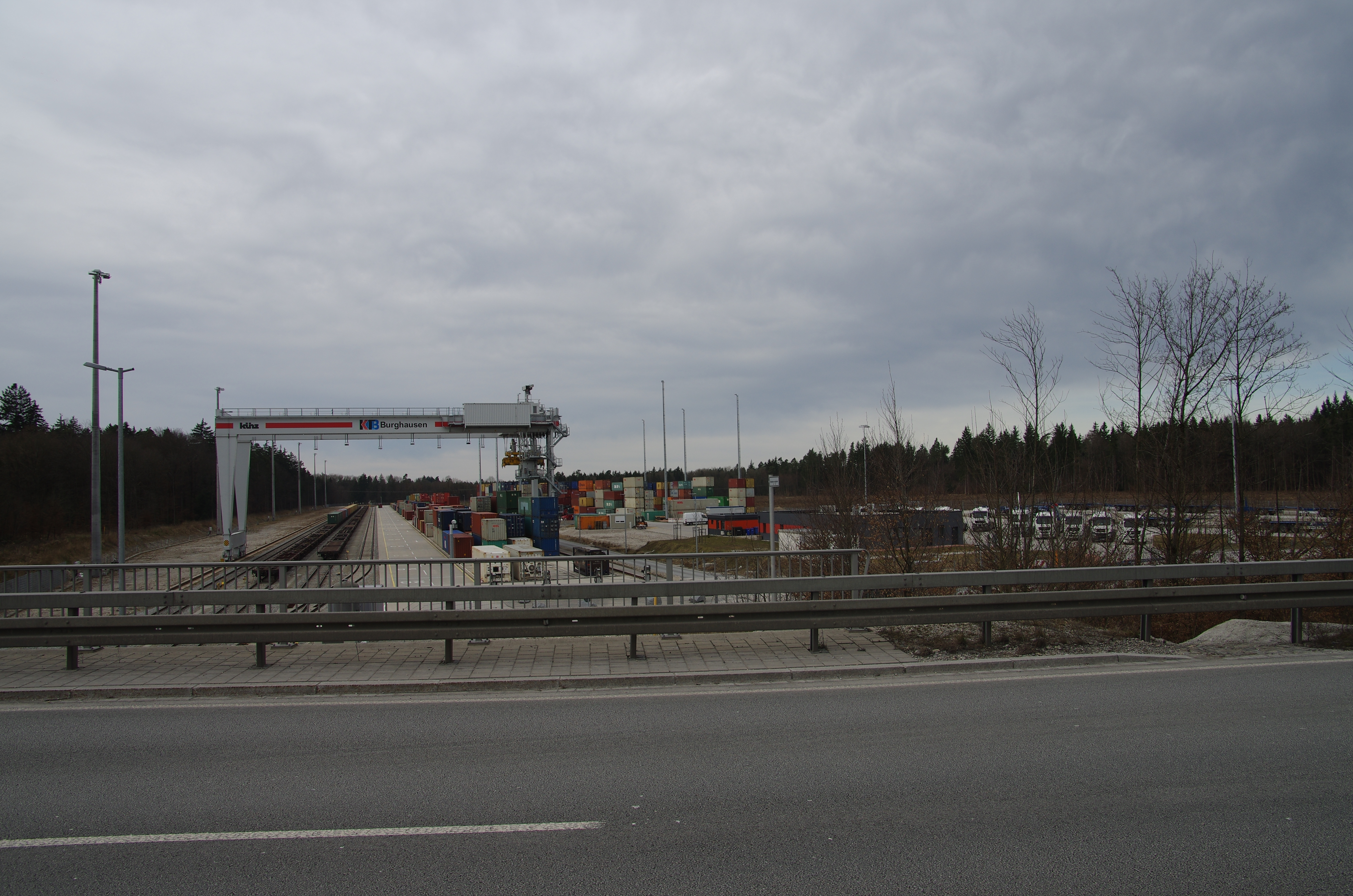
Containerbahnhof Burghausen, Blick von der B-20-Brücke
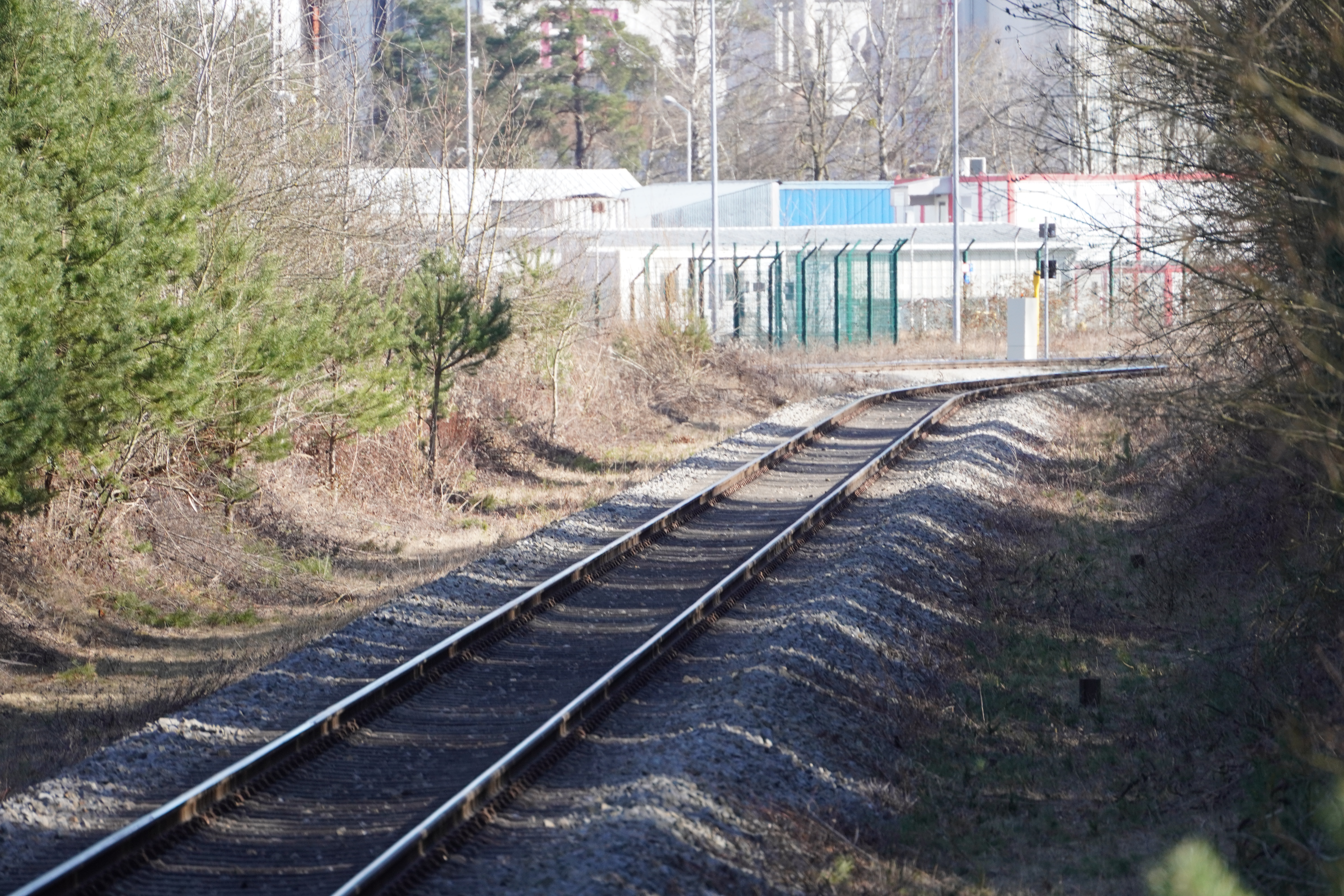
Ein- und Ausfahrtsgleis vom Terminal in Richtung Werksbahnhof
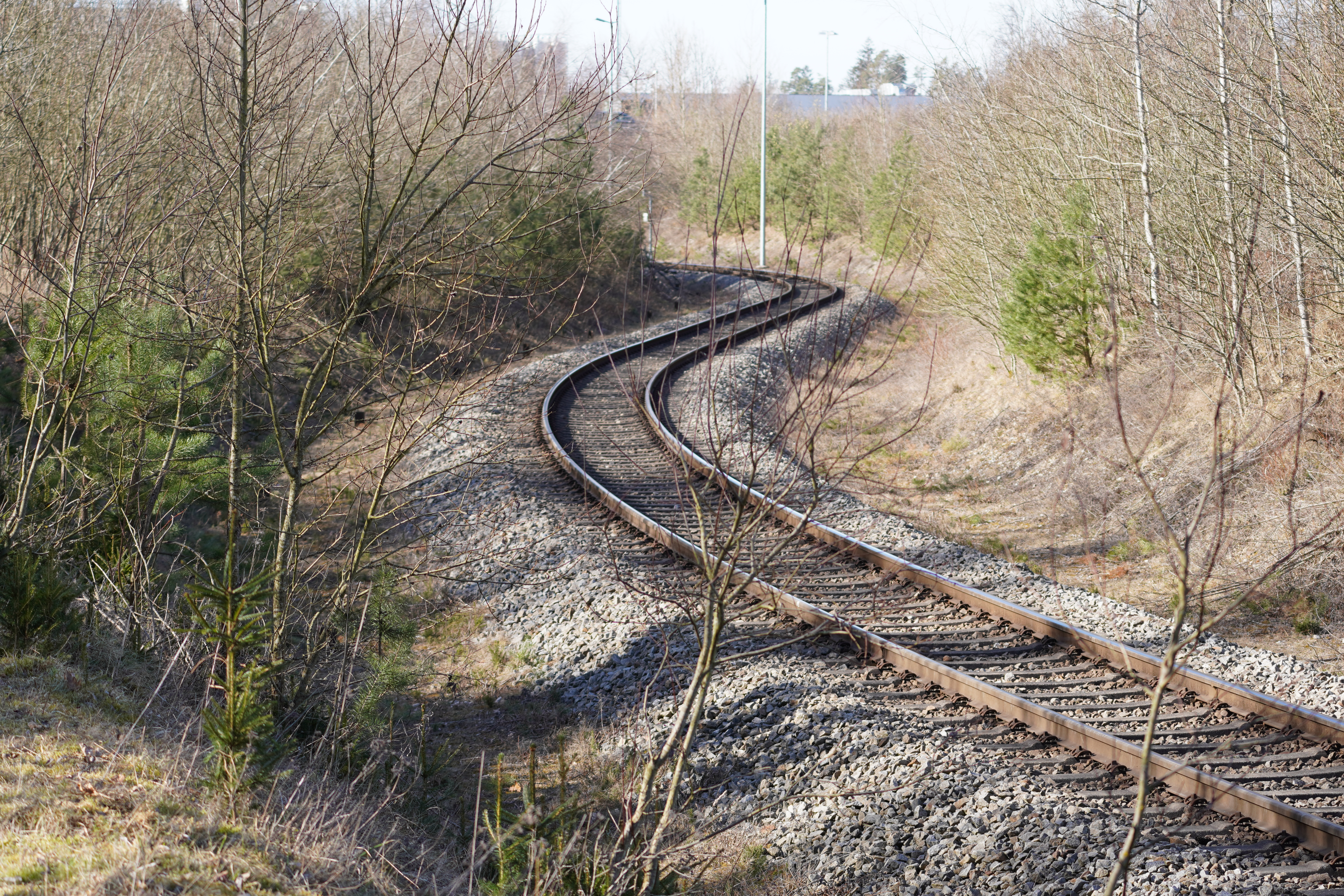
Ein- und Ausfahrtsgleis des Terminals vom Werksbahnhof kommend
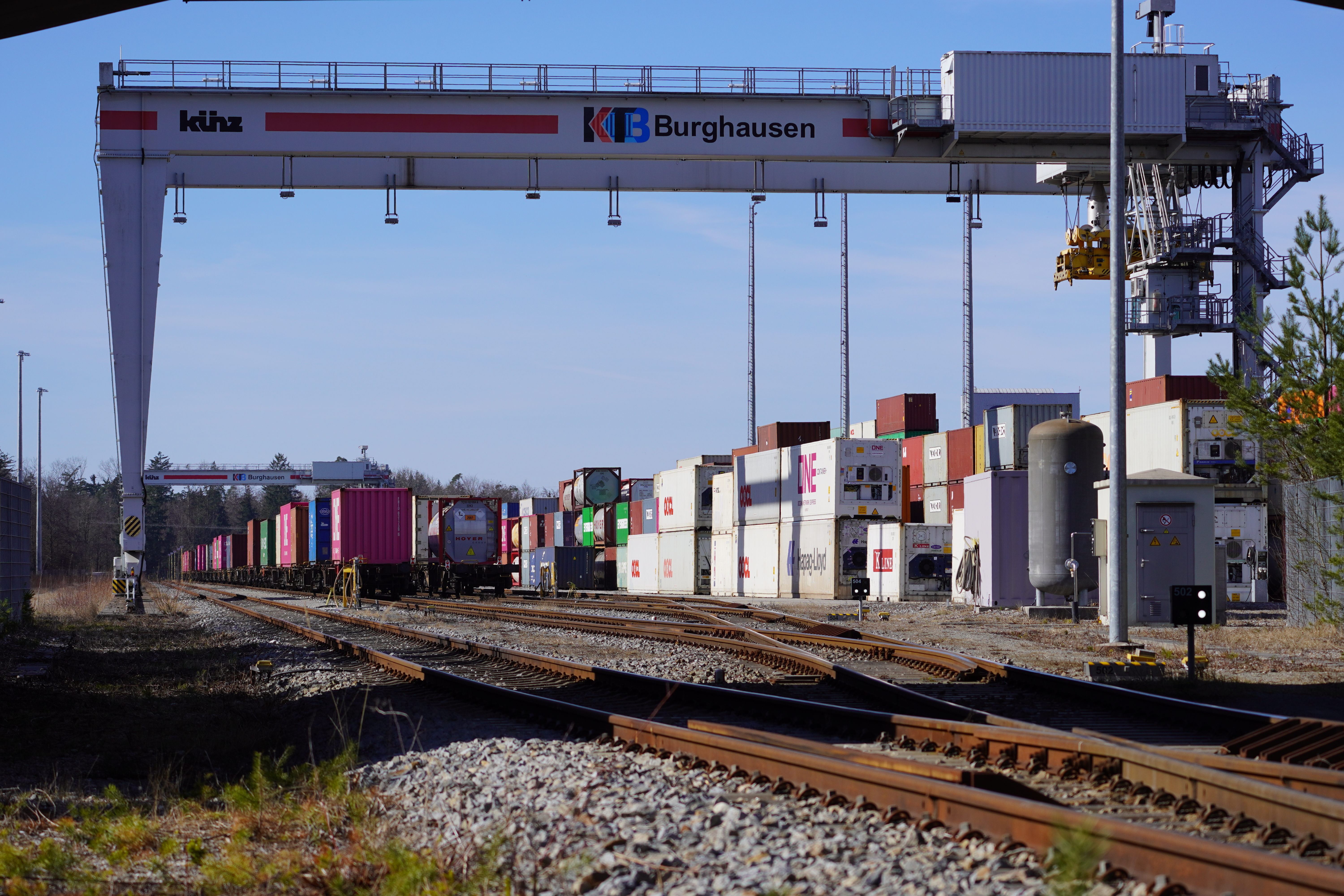
Kombiterminal Burghausen aus Blickrichtung des Zufahrtsgleises
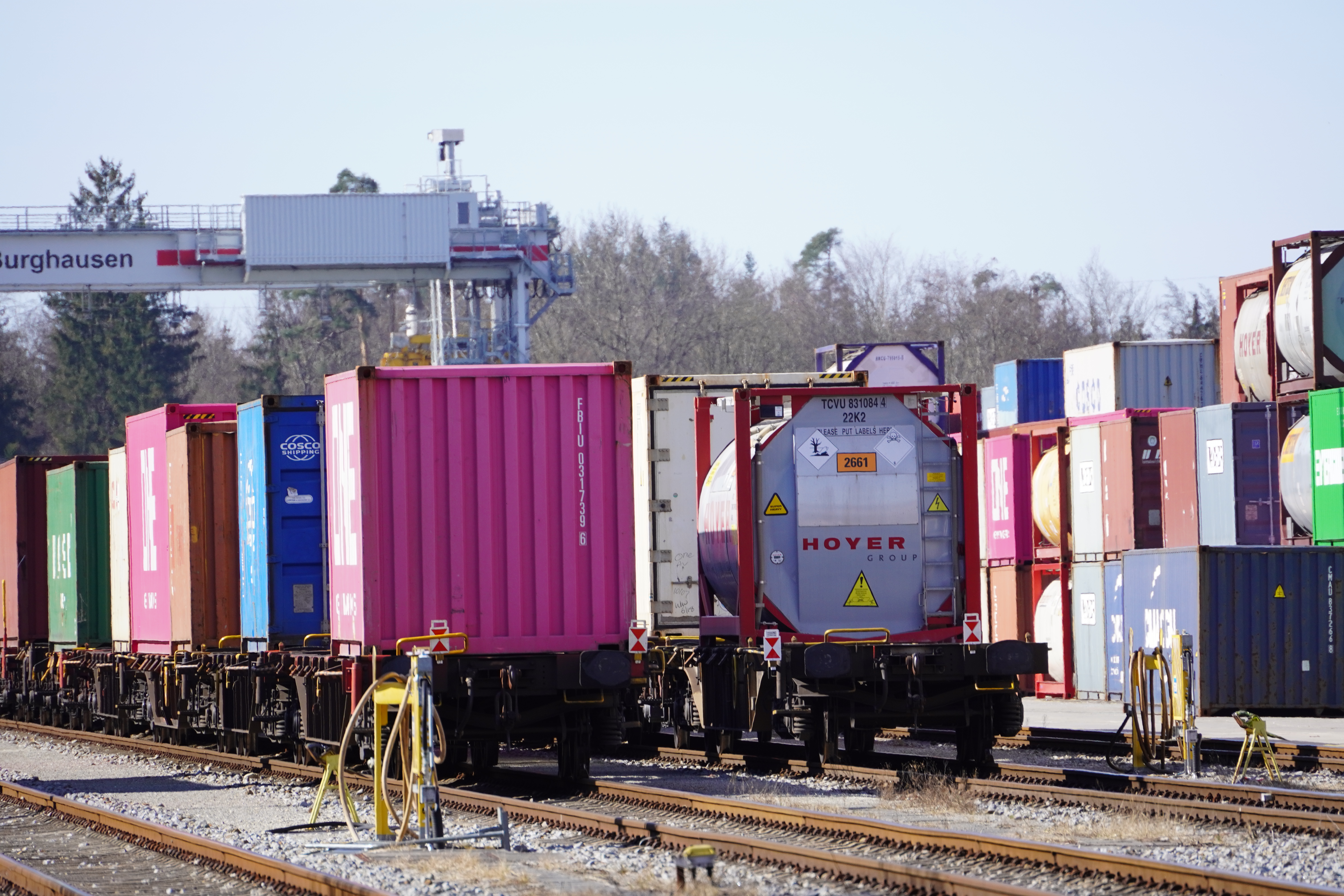
Kombiterminal Burghausen mit Bereitstellung des Wacker-Shuttle